# نمر (اسم)
نمر هو اسم علم مذكر من أصل عربي، ومعناه هو اسم سبع شرس أخبث من الأسدوصواب لفظه «نمر» سمي بذلك لنمرٍ فيهو النمرة النكتة من الشيء اسم مثل النمر بن تولب ( ت نحو 14هـ) شاعر مخضرم.

## شخصيات تحمل الاسم
- نمر السعدي (1910 – 1948)
- نمر النمر (رجل دين شيعي سعودي، 21 يونيو 1959 – 2 يناير 2016)
- نمر بن عدوان (1735 – )
- نمر حماد (سياسي فلسطيني، والمستشار السياسي لرئيس السلطة الفلسطينية السابق، 1941 – 29 سبتمبر 2016)
- نمر سعادة (مصمم أزياء لبناني، 29 سبتمبر 1976 – )
- نمر صالح

## وصلات خارجية
- موسوعة السلطان قابوس لأسماء العرب